# Tarzan sul sentiero di guerra
Tarzan sul sentiero di guerra (Tarzan's Peril) è un film del 1951 diretto da Byron Haskin.
Il soggetto è liberamente ispirato al personaggio del famoso romanzo d'avventura Tarzan delle Scimmie di Edgar Rice Burroughs del 1912. Il film è il terzo dei cinque della saga di Tarzan interpretati dall'attore Lex Barker distribuiti dalla RKO Radio Pictures.